# Сіван Бескін
Сіван Бескін (івр. סיון בסקין; нар. 31 серпня 1976, Вільнюс, Литва) — ізраїльська поетка, перекладачка і літературна редакторка. Членкиня редакційної колегії журналу «Го!» (з 2006 року).

## Біографія
Сіван Бескін народилася 1976 року у Вільнюсі, Литва. 1990 року вона з сім'єю емігрували до Ізраїлю, оселившись у кібуці Ейн Кармель. Пізніше вона переїхала до Хайфи, де у старших класах спеціалізувалась на пластичних мистецтвах. Під час своєї обов'язкової служби в армії Ізраїлю Сіван служила інструкторкою в центральному комп'ютерному відділі, Мамрам. Вона отримала ступінь бакалавра з економіки в університеті Техніон у Хайфі. Бескін живе в Тель-Авіві з 2002 року, працює аналітикинею інформаційних систем.
Про своє дитинство у Вільнюсі Бескін сказала в інтерв'ю таке:
|  | Вільнюс — це мультикультурне місто: там є литовський, російський, польський та єврейський елементи. Я ходила у російськомовну школу, але я народилася у світі, де, неминуче, ти чуєш кілька мов, якими розмовляють навколо тебе. Це виховує і розвиває тебе по-іншому. Ти вчишся не боятися іншого. Коли ти читаєш книгу, з'являються слова, яких ти не розумієш — і ти сприймаєш це спокійно. Ти розвиваєш цікавість і толерантність до невідомого. Оригінальний текст (івр.) וילנה היא עיר רב-תרבותית: יש שם מרכיב ליטאי, מרכיב דובר-רוסית מעורב, מרכיב פולני ומרכיב יהודי. אני למדתי בבית-ספר דובר-רוסית, אבל נולדתי לתוך עולם שבו, בהכרח, מדברים סביבך בכמה שפות. זה מפתח ומחנך באופן שונה. את לומדת לא לפחד מהאחר. כשאת קוראת ספר, יש מילים שאת לא מבינה - ואת לא מתרגשת מזה. את מפתחת סקרנות וסבלנות ללא-ידוע. |

Свою нелітературну роботу вона прокоментувала так:
|  | Я думаю, що кожен інтелектуал повинен мати ступінь з економіки. […]Я в першу чергу є «жінкою літер», і вважаю, що переклад є не менш важливим, аніж мій оригінальний текст. […]З іншого боку, я дуже рада, що не заробляю на життя літературою, бо я б почувалася жалюгідно. На щастя, я можу дозволити собі вибирати, що перекладати, що редагувати […]. І лише по-друге, я є матір'ю. Оригінальний текст (івр.) אני מבינה עד כמה כל איש רוח חייב שיהיה לו תואר בכלכלה, בוודאי לאנשי ספרות. [...] אני קודם כל אשת ספרות, והתרגום חשוב לי לא פחות מהיצירה המקורית שלי, וזה מה שהכי חשוב לי לעשות. [...] מאידך אני מאוד שמחה שהפרנסה שלי לא באה מהספרות, אחרת הייתי סובלת. לשמחתי, אני יכולה להרשות לעצמי לבחור מה לתרגם, אילו ספרים לערוך ולתרגם[...]. אחר כך אני אמא |

## Літературна діяльність

### Поезія івритом
На початку 2000-х вона вперше публікувала вірші івритом, на ізраїльському інтернет-сайті «Новий етап» (івр. במה חדשה) та в інтернет-поетичному журналі «Анонімні рибки?» (івр. דג אנונימי?). Пізніше вона публікувала вірші в літературному журналі «Гелікон» (івр. הליקון) і в першому номері «Го!» (івр. הו!) (2005). Починаючи з четвертого випуску «Го!», з 2006 року, Бескін також входить до редакційної колегії.
2006 року Бескін опублікувала свою першу збірку поезії «Вокальний твір для єврея, риби та хору» (івр. יצירה ווקאלית ליהודי, דג ומקהלה). Вірші організовані в книзі не під заголовками поетичних жанрів, таких як сонети, а музичних жанрів, таких як блюз, кабаре та рок-н-рол. Бескін прокоментувала це в інтерв'ю:
|  | Єдиний спосіб групування, який мав сенс для мене, — це цим музичним способом. Я дуже рекомендую прочитати книгу вголос. Кожну книжку поезій, яку я люблю, треба читати вголос. Я завжди так роблю, і саме так я запам'ятовую вірші. Оригінальний текст (івр.) החלוקה היחידה שבאה לי באופן טבעי הייתה החלוקה הזאת, המוזיקלית. אני ממליצה מאוד לקרוא את הספר בקול רם. כל ספר שירה אישית פעם אהבתי צריך לקרוא בקול רם. אני עושה את זה תמיד, וככה גם זוכרת את השירים |

Про своє навмисне змішування мовних регістрів та культурних посилань вона зазначила:
|  | Я беру до уваги весь мовний матеріал, з яким потрібно працювати. Я навчилася цього від Марини, яка використовувала цілу мову. Наприклад, у своєму вірші „Розщелина“: це розпачливий вірш про кохання, [висловлює бажання утримати закоханого, наче в крижаній розщелині], де вона пише: „Ми з вами пов'язані, як Етна та Емпедокл“. Звідки це взялося, раптом? Давньогрецький філософ Емпедокл вивчав вулкани і жив на горі Етна, поки вона не проснулася і не поховала його та навколишні села у виверженні. Я випадково знаю цю маловідому історію, але таких не є багато; і раптом вона зустрічається в любовному вірші! Цвєтаєва робить це неодноразово. Для неї все є законним матеріалом. Якщо воно вписується у ваш особистий світ, воно підходить [і для віршів]. Жодна мова не є табу. Я вважаю, що різниця між високим і низьким [стилем] є штучною. Я прагну висловити свої реальні думки та мову у своїй поезії. Оригінальний текст (івр.) בעיני כל השפה כולה היא חומר שאפשר לעבוד איתו.[...] למדתי את זה ממרינה, שמשתמשת בשפה כולה בבת-אחת. אצלה, למשל, יש שיר בשם "הסדק". זה שיר על אהבה, קורע לב – "אני לא אסגיר אותך, לא אתן לך ללכת, תישאר פה אצלי בסדק, אני ואתה משולבים כאטנה ואמפדוקלס". מאיפה זה בא פתאום? אמפדוקלס היה פילוסוף יווני עתיק שחקר הרי-געש, ולשם כך הוא חי על האטנה, עד שההר התפרץ וקבר אותו יחד עם כל הכפרים הסמוכים. אני מכירה את הסיפור הזה במקרה, לא רבים מכירים אותו, ופתאום זה נמצא בשיר אהבה. מרינה עושה את זה כל הזמן. בשבילה, הכול חוקי. אם זה משתלב בעולמך הפרטי, זה משתלב. אין טאבו לשוני. בעיני, ההפרדה בין גבוה לנמוך היא מלאכותית. בשירה חשוב לי להציג את המחשבה האמיתית ואת הדיבור האמיתי שלי. |

2011 року Бескін опублікувала свою другу книгу віршів «Подорож Йони» (івр. מסעו של יונה), в тому числі її переклади поезії Цвєтаєвої та власних віршів на івриті. Третю книгу поезії на івриті опублікувала 2017 року під назвою «Йонатан, моя сестра» (івр. אחותי יהונתן).

### Переклад
Бескін є активною літературною перекладачкою, і перекладала на іврит з російської, англійської та литовської мов. Серед тих авторів, яких вона переклала є Йосип Бродський, Сергій Довлатов, Микола Гумільов, Велимир Хлебніков, Граем Сімсіон та Андрій Тарковський.
На запитання в інтерв'ю, який рядок іншого поета вона б хотіла написати сама, вона відповіла: «Їх стільки… Вибрати конкретний неможливо. Я б почала зі „Спочатку Бог створив небо і землю“ і пропрацювала би свій шлях через світову поезію. Певним чином я й можу це зробити як перекладачка». Також, коли її запитали про улюблених «іноземних авторів» (маючи на увазі авторів, що пишуть не івритом), Бескін відповіла: «Для мене термін „іноземний“ є непридатним у контексті мистецтва та культури. Тільки відсутність культури може бути іноземною».
Бескін також перекладала російською, особливо поезію Лії Голдберг (яка теж виросла в Литві). У Бескін взяли інтерв'ю щодо її перекладацької роботи у французько-ізраїльському документальному фільмі «Перекладати» (фр. Traduire) (2011).

## Критика
Публікація журналу «Го!» 2005 року з вісьмома віршами Бескін привернула значну увагу критиків і викликала дискусію: вона отримала позитивну рецензію від критика Нісіма Калдерона (івр. נסים קלדרון).
Вчений-літературознавець Єврейського університету Аріель Гіршфельд (івр. אריאל הירשפלד), роблячи огляд першого випуску в цілому, в нарисі «Нарцис як опудало», відкинув поетичний підхід усіх поетів у виданні, оцінивши їхню поезію — з розміром і римою — «анахронічною… спрощеною, риторичною і перезбудженою». Про Бескін він написав, що вона «не що інше, як розлючена позерка», і що її поезії «не вистачає іронії».

### «Вокальний твір для єврея, риби та хору»
У 2006 році перша книга Бескін отримала як позитивні (Зіва Шамір, Менахем Бен, Даніель Оз), так і негативні відгуки (Дафна Шхорі, Шимон Бузагло). Оз особливо відзначив поезію Бескін за її музичність, гумор та грайливість, а також за винахідливе римування, яке поєднує культуру «інтелектуальну» та «просту» (наприклад, римування «Sonic Youth та DEUS» із «Лісом Орфея»).

### «Подорож Йони»
На другу книгу Бескін, «Подорож Йони», критик Менахем Бен написав: «Її нова книга […] з її звичним ідеальним римуванням — це, перш за все, віршована книга, яку цікаво читати, на відміну від величезної більшості поетичних книг, що тут публікуються, які набридають своєю стилізованою прозаїчною строфою; [книга Бескін] написана з новаторською музичністю. […] Як завжди, Бескін наполовину сентиментальна і наполовину примхлива».
Критик і літературний редактор Ерез Швейцер, оглядаючи книгу, писав: «Бескін [є] літературним туристом, посилаючись на постаті з грецької міфології, а також на російських і французьких поетів-модерністів; вона також видає спогади з дитинства, загубленого в снігу; і з подорожей Європою й Індією у дорослому віці […] Незважаючи на ці поневіряння в просторі та часі, Тель-Авів посідає центральне місце в [книзі]. Майже парадоксально, Бескін — дуже місцевий поет, чиї туги прив'язані тут і зараз, і не відкидають [сьогодення], а сприймають та інтегруються із [його] частотами».
Критик і літературний редактор Елі Гірш описав Бескін як «центральну фігуру відродження поезії на івриті у 2000-х роках», і зазначив, що, хоча перша книга була «напівдекадентська, грайлива, зухвала», друга книга відрізняється: вона особиста, орієнтована на дорослішання, на сім'ю, стабільність та самоаналіз.

### «Йонатан, моя сестра»
Гірш також оглянув третю книгу Бескін «Йонатан, моя сестра» (заголовок, що натякає на біблійного Йонатана), хвалячи її автобіографічну відвертість та описуючи вірші як «найкрасивіші вірші, які Бескін коли-небудь писала». Книга замальовує дитинство Бескін у Литві, а назва «Йонатан» — це кодове ім'я Саші, подруги дитинства Бескін, дівчинки, яка у віршах стає «альтер-его для Бескін; дівчинки, яка залишилася в Литві». Поет Бакол Серлуї оцінив книгу, але зауважив, що «[…Змішування слів івриту та іноземних позичених слів] створює виняткові римування. Але саме завдяки її великій майстерності як поетеси, що цілком володіє жанрами класичної поезії, існує розрив між відшліфованою формою її віршів та їхнім вмістом», і був незадоволений емоційною справжністю туги та ностальгії, вираженої у віршах.

## Виноски
1. 1 2 3 4 5 6  https://library.osu.edu/projects/hebrew-lexicon/00792.php
2. 1 2 3  Werbin, Rana (20.03.2006). אבא שלי היה דייג חובב פנאטי [Мій батько був фанатичним любителем рибалки]. Ofakim Hadashim (івр.) . Архів оригіналу за 08.04.2011. Процитовано 01.03.2020.
3. ↑  Weltzer, Yael (11.09.2010). מנתחת מערכות בבנק הפועלים: "כל איש רוח חייב תואר בכלכלה". Globes. Процитовано 02.02.2020.
4. ↑  Beskin, Sivan (2006). לקטולוס ולפושקין הייתי מציעה לעלות לדירתי [Я б запросила Катулла та Пушкіна до своєї квартири]. Ha'aretz (івр.) . Процитовано 01.03.2020. івр. לבחור שורה ספציפית זה בלתי אפשרי. הייתי מתחילה ב"בראשית ברא אלוהים את השמים ואת הארץ", ומתקדמת לאט לאט במעלה השירה העולמית. באופן חלקי, אני זוכה לעשות זאת כמתרגמת.
5. ↑  Cohen, Boaz (26.10.2009). אין אצלי ספרים לטיסה או מוזיקה מיוחדת לספונג'ה (Hebrew: I have no flight books or special music for mopping the floor) [У мене нема ніяких книг для польотів чи спеціальної музики для прибирання]. Globes (івр.) . Процитовано 01.03.2020. מבחינתי, המושג 'זרים' אינו מתקבל על הדעת בהקשר של תרבות ואמנות. רק השימוש בתרבות יכול להיות זר
6. ↑  Aviv, Nurith (2011). Traduire. Editions Montparnasse. Процитовано 01.03.2020.
7. ↑  Kalderon Nissim. סיון בסקין והחרזנים. — 2005. — 14 січня.
8. ↑  Hirschfeld, Ariel (16.02.2005). נרקיס כדחליל [Нарцис як опудало]. Ha'aretz (івр.) . Процитовано 01.03.2020.
9. ↑  Ben, Menachem (31.03.2006). תרופה לשירה (Hebrew: "A cure for poetry"). Ma'ariv. с. 17.
10. ↑  Oz, Daniel (12.03.2006). לחרוז את "סוניק יות' ודאוס" עם יער העד של אורפאוס (Hebrew: Rhyming "Sonic Youth and DEUS" with "forest of Orpheus"). Ha'aretz. Процитовано 29.01.2020.
11. ↑  Schori, Daphna (01.05.2006). פרובוקטיביות אופנתית. NRG. Архів оригіналу за 13.11.2013.
12. ↑  Bouzaglo, Shimon (07.04.2006). יורה לכל הכיוונים. Ma'ariv. с. 29.
13. ↑  Ben, Menachem (13.05.2011). קו המשווה: האדם הבוחק. NRG. Процитовано 01.02.2020.
14. ↑  Schweitzer, Erez (01.06.2011). אני לא נביאה (Hebrew: I am no prophet). Ha'aretz. Процитовано 01.02.2020.
15. ↑  Hirsch, Eli (17.06.2011). מסעו של יונה. 7 Nights. Yedioth Ahronot. Процитовано 02.02.2020.
16. ↑  Hirsch, Eli (13.10.2017). סיון בסקין, אחותי יהונתן. 7 Nights. Yedioth Ahronot. Процитовано 02.02.2020.
17. ↑  Serloui, Bakol (22.10.2017). בין הליטוש ללב (Hebrew: Between Refinement and the Heart). Makor Rishon. Процитовано 02.02.2020.